# Григоровка (Северская городская община)
Григо́ровка (укр. Григорівка) — село в Северской городской общине Бахмутского района Донецкой области Украины. Население по переписи 2001 года составляет 90 человек.